# Mariakapel (Margraten, Eijkerweg)

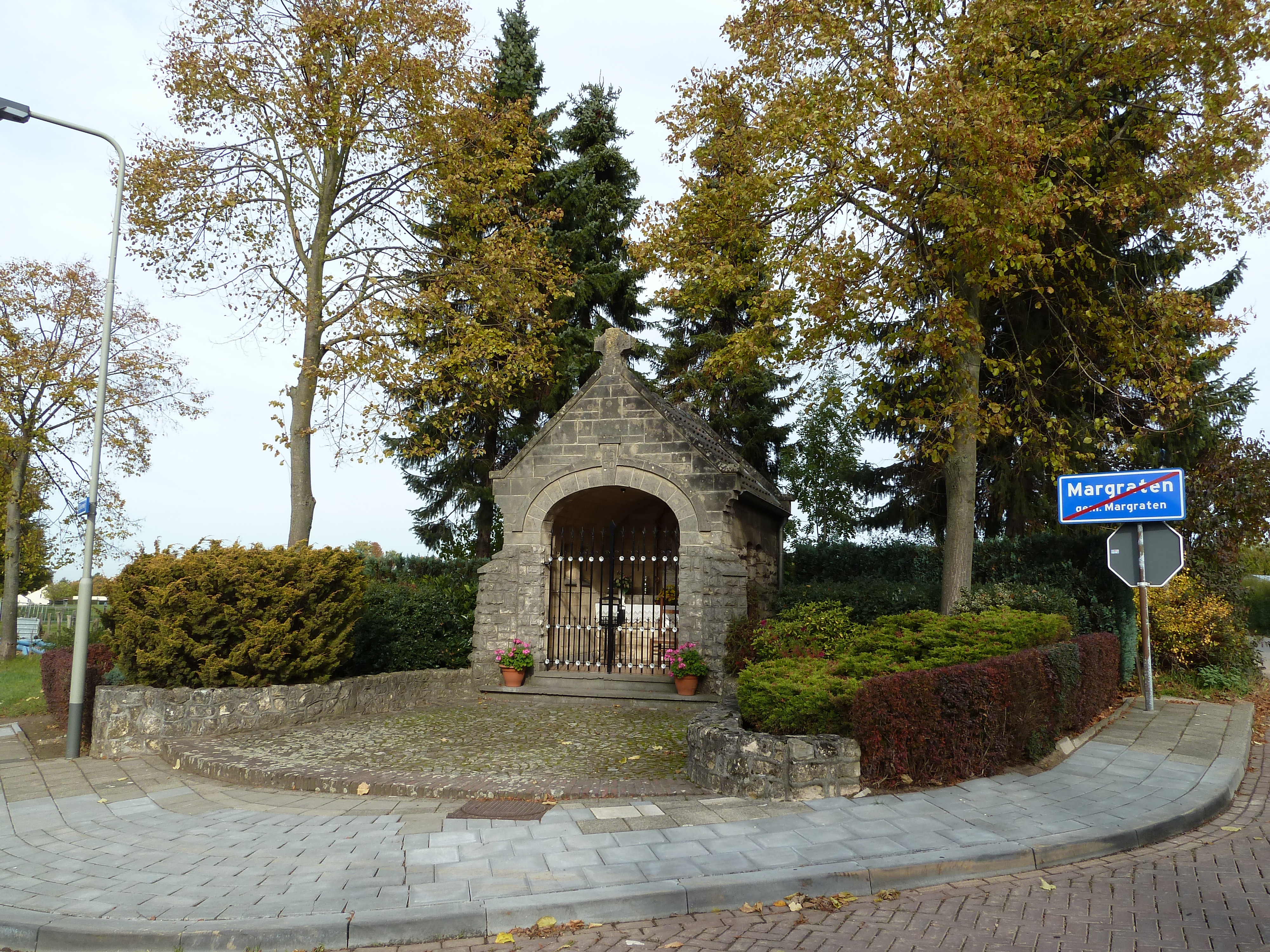
De Mariakapel

De Mariakapel is een wegkapel in Margraten in de Nederlands Zuid-Limburgse gemeente Eijsden-Margraten. De kapel staat aan de noordkant van het dorp aan de rand van de wijk De Erk aan een kruising van de wegen Eijkerweg, IJzerenweg, Heiligerweg, Holstraat en Eijkerstraat.
De kapel is gewijd aan Mater Dolorosa, een titel van Maria.

## Geschiedenis
In de 18e of 19e eeuw werd er hier een kapel gebouwd op een verhoging.
Toen de weg verbreed werd moest de oude kapel afgebroken worden en werd deze in 1950 verplaatst naar het Nederlands Openluchtmuseum in Arnhem. In 1950 werd een nieuwe kapel gebouwd zoals de gevelsteen dat aangeeft. Het ontwerp van de nieuwe kapel werd gebaseerd op de oude kapel, waardoor de kapel sterk op de afgebroken kapel lijkt. Een belangrijk verschil tussen beide kapellen is dat de afgebroken kapel een stenen tentdak met bol als bekroning had en geen steunberen, terwijl de nieuwe kapel een zadeldak kreeg en wel steunberen.

## Bouwwerk

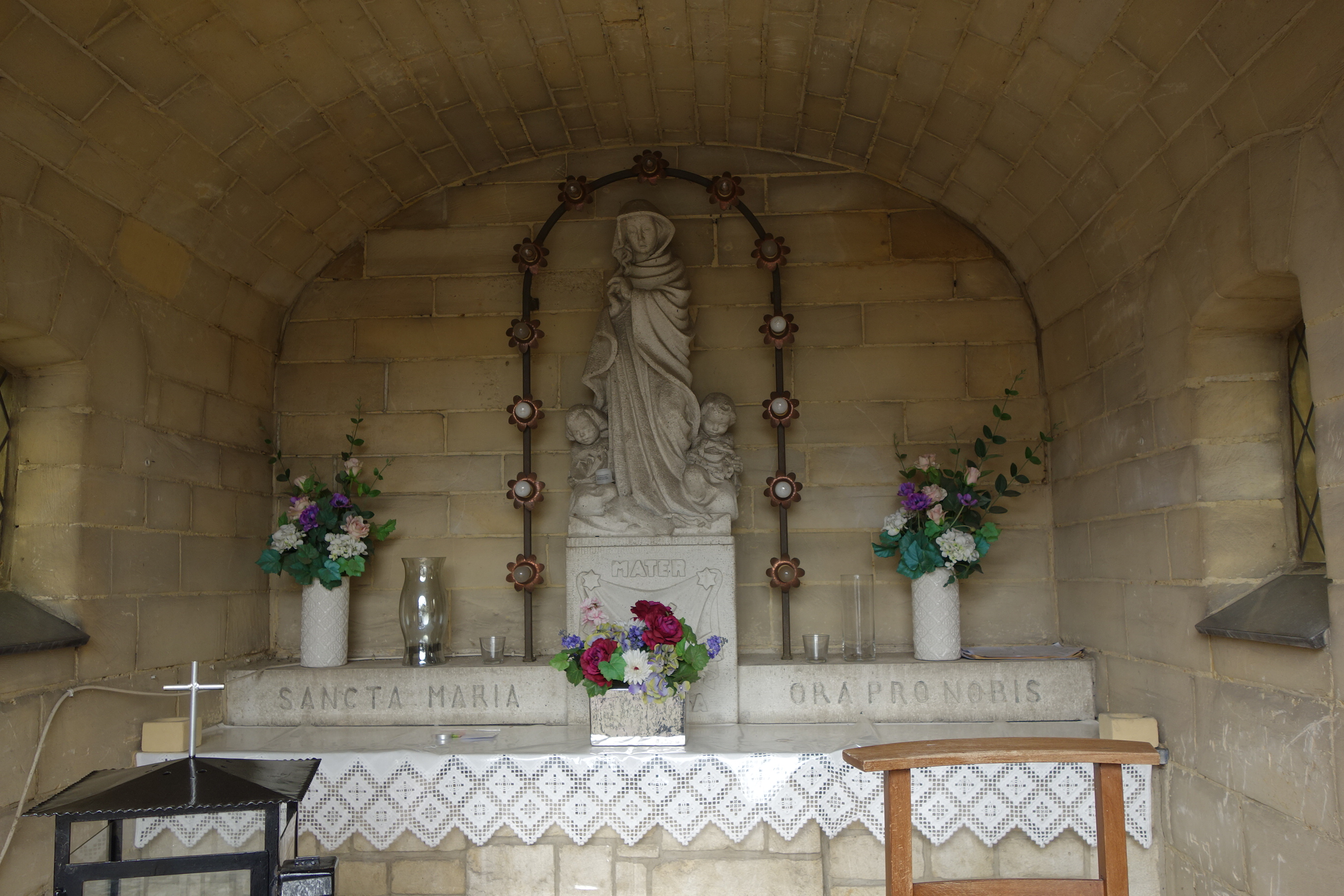
Interieur van de Mariakapel

De open kapel is opgetrokken op een rechthoekig grondplan met het onderste deel in het ruwe gebroken kunradersteen en het bovenste deel in gezaagd mergelsteen. De kapel wordt gedekt door een zadeldak met pannen en heeft op de top van de frontgevel een cementstenen kruis. De frontgevel heeft schouderstukken en op de hoeken van de frontgevel zijn overhoekse steunberen geplaatst. In de zijgevels zijn elk twee kleine vensters aangebracht. De frontgevel bevat een korfboogvormige toegang met een sluitsteen waarop het jaartal 1950 prijkt en wordt afgesloten door een ijzeren hek.
Van binnen is de kapel in geheel gezaagd mergelsteen uitgevoerd. Tegen de achterwand is een gemetseld Kunrader mergelstenen altaar geplaatst. Op het altaar staat het Mariabeeld dat wordt omgeven door een rondboog van lampjes. In de sokkel waarop het beeld staat is een doek met twee sterren, waarop een hart met zwaard doorstoken staat, en een tekst is gegraveerd:

MATER DOLOROSA

Links en rechts van deze sokkel is in steen een tekst uitgehouwen:

SANCTA MARIA ORA PRO NOBIS(heilige Maria bid voor ons)